# Göda
Göda (hornolužickosrbsky Hodźij) je obec v Horní Lužici v německé spolkové zemi Sasko. Nachází se v zemském okrese Budyšín a má přibližně 3 000 obyvatel.

## Geografie
Obec Göda na západě sousedí s okresním městem Budyšín. Rozkládá se leží v historickém regionu Horní Lužice a náleží k lužickosrbské oblasti osídlení. Leží v přírodní oblasti Hornolužické nivy. Hlavním vodním tokem obce je Langes Wasser. Jihovýchodní částí území prochází železniční trať Görlitz – Drážďany, nádraží stojí v místní části Stiebitz.

## Historie
Nejstarší doklady osídlení pochází z doby bronzové. Samotná ves Göda je poprvé písemně zmíněna roku 1006 jako Godobi. Po Budyšíně byla Göda od roku 1076 druhou nejstarší farní vsí v Horní Lužici a jedno z center křesťanské misie biskupa Benna mezi Lužickými Srby.

## Správní členění
Göda se dělí na 30 místních částí v 6 hlavních sídelních částech (počet obyvatel uveden k 31. prosinci 2016):
- Coblenz (Koblicy) – 51 obyvatel
  - Dobranitz (Dobranecy) – 20 obyvatel
  - Kleinpraga (Mała Praha) – 21 obyvatel
  - Nedaschütz (Njezdašecy) – 160 obyvatel
  - Pietzschwitz (Běčicy) – 95 obyvatel
  - Zischkowitz (Čěškecy) – 30 obyvatel

- Göda (Hodźij) – 906 obyvatel
  - Birkau (Brěza) – 108 obyvatel
  - Dahren (Darin), – 36 obyvatel
  - Döbschke (Debiškow) – 30 obyvatel
  - Jannowitz (Janecy) s Buscheritz (Bóšericy) – 41 obyvatel
  - Semmichau (Zemichow) – 79 obyvatel

- Kleinförstchen (Mała Boršć) – 80 obyvatel
  - Dreistern (Tři Hwězdy) – 38 obyvatel
  - Neu-Bloaschütz (Nowe Błohašecy) – 27 obyvatel
  - Oberförstchen (Hornja Boršć) – 122 obyvatel
  - Preske (Praskow) – 53 obyvatel
  - Siebitz (Dźiwoćicy) – 74 obyvatel

- Prischwitz (Prěčecy) – 176 obyvatel
  - Dreikretscham (Haslow) – 72 obyvatel
  - Muschelwitz (Myšecy) – 82 obyvatel
  - Paßditz (Pozdecy) – 41 obyvatel
  - Sollschwitz (Sulšecy) – 127 obyvatel
  - Storcha (Baćoń) – 83 obyvatel
  - Zscharnitz (Čornecy) s Lieboní (Liboń) – 33 obyvatel

- Seitschen (Žičeń) – 202 obyvatel
  - Kleinseitschen (Žičeńk) – 89 obyvatel

- Spittwitz (Spytecy) – 115 obyvatel
  - Leutwitz (Lutyjecy) – 40 obyvatel
  - Neuspittwitz (Nowe Spytecy) – 90 obyvatel

## Pamětihodnosti
- evangelicko-luterský kostel svatého Petra a Pavla
- památník obětem první světové války
- škola
- vodní mlýn čp. 5

## Osobnosti
- Wenceslaus Warichius (1564–1618), farář a překladatel Lutherových děl
- Michał Frencel (1628–1706), farář a překladatel Bible
- Jaroměr Hendrich Imiš (1819–1897), farář v Gödě mezi lety 1858 a 1897
- Jurij Pilk (1858–1926), historik, vlastivědec, hudebník a skladatel